# 直齿藓
直齿藓（学名：Orthodontium infractum）为真藓科直齿藓属下的一个种。